# كبد وبصل
الكبد والبصل هو طبق يتكون من شرائح الكبد (عادة لحم الخنزير أو لحم البقر أو الدجاج أو في المملكة المتحدة لحم الضأن) والبصل. عادةً ما يُقلى الكبد والبصل معًا أو يُطهى كل منهما بطريقة منفصلة ثم يُخلطان معًا لاحقًا. وعادةً ما يُقطع الكبد إلى شرائح رفيعة، ولكن يمكن أيضًا تقطيعه إلى مكعبات. 

## نبذة عامة
يُستهلك طبق الكبد والبصل على نطاق واسع في الولايات المتحدة، والمملكة المتحدة، وكندا وألمانيا[بحاجة لمصدر]، حيث يُتناول عادة مع البطاطس المسلوقة أو المهروسة. يعد كبد البقر أو لحم العجل من الأطعمة الشائعة في الولايات المتحدة، بينما يُعتبر كبد العجل أو لحم الضأن من الخيارات التقليدية في المملكة المتحدة.

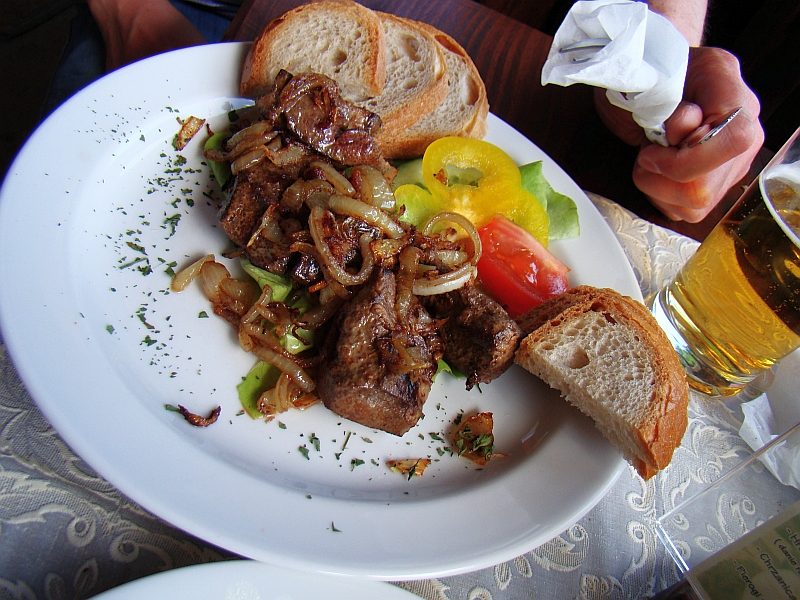
كبد الخنزير المقلي والبصل (سانوك، بولندا)

في الوصفة الفرنسية التقليدية يُقلى الكبد بالزبدة ولحم الخنزير المقدد.  في المطبخ الكاتالوني يتم استخدام زيت الزيتون بدلاً من الزبدة، ويضاف الثوم المقلي إلى الخليط. في المطبخ الإيطالي،تتضمن وصفة قليلًا من النبيذ الأحمر أو الخل وقليلًا من النبيذ الأبيض ويتم طهيها في شحم الخنزير.
في الولايات المتحدة، يعتبر الكبد والبصل من الأطباق الأساسية التي تتميز بها العديد من المطاعم منذ فترة طويلة. يُقدّم إما جافًا، حيث يُقلى الكبد والبصل وأحيانًا لحم الخنزير المقدد ببساطة ويتم تقديمها معًا، أو يمكن تحويل البصل إلى مرق أو صلصة من خلال إضافة المرق والدقيق، ثم إعادة الكبد إلى المرق لفترة قصيرة قبل التقديم. في بعض الأحيان، قد يتكون طبق كيو أر من هذا الطعام. يُعرف هذا الشكل أحيانًا باسم "الكبد المخنوق والبصل"، ولكن هذا الاسم شائع فقط في الجنوب العميق. يعتبر الكبد والبصل من الأطعمة المحبوبة بشكل خاص في مناطق بنسلفانيا والغرب الأوسط التي تتمتع بثقافة جرمانية قوية، مثل مجتمعات الأميش والمينونايت. في المدن الشرقية الكبرى مثل نيويورك وفيلادلفيا، يعد هذا الطبق من الأطعمة الشعبية في المطاعم الحضرية.
كبد البقر والبصل شائعان على نطاق واسع في أمريكا اللاتينية، حيث يتم تناوله غالبًا مع التورتيلا أو الأرز. في البرازيل، تتطلب الوصفة التقليدية البطاطس أو غيرها من الخضروات الجذرية، والتي يتم تحضيرها عادة مسلوقة ومهروسة أو مقلية في المنزل. وانتقلت هذه الوصفات أيضًا إلى المجتمعات اللاتينية الكبيرة في العديد من المدن الأمريكية، وغالبًا ما تظهر في قوائم الطعام الهندوراسية والكولومبية والكوبية والدومينيكية. واحدة من الوصفات اللاتينية الأمريكية التقليدية تتضمن إضافة الطماطم والفلفل الحلو لصنع صلصة "كريولو" التي تُقدّم مع الكبد والبصل.
هناك أنواع مختلفة من هذا الطبق باستخدام أكباد الدجاج والضأن. وهي تحظى بشعبية كبيرة في إسبانيا، من بين بلدان أخرى.
أصبحت عبارة "الكبد والبصل" عبارة عن ميم على الإنترنت، مستمدة من حلقة "اليوم الذي مات فيه العنف" من مسلسل عائلة سمبسون. في الحلقة المذكورة، أثناء حديثه مع بارت، صرّح تشيستر جيه لامبويك بأنه يرغب في الاحتفال عن طريق تناول الكبد والبصل. عُدل هذا المقطع ليتناسب مع مشاهد أخرى مختلفة من عائلة سمبسون،  في ما يعرف باسم "نشر الكبد والبصل". المثال الأكثر شهرة لهذه الميم يأتي من مشهد من عائلة سمبسون، حيث يضحك بارت وليزا على محتوى غريب. تتحول النكتة في النهاية إلى كبد وبصل.
في حلقة دوج"موعد عشاء دوج"، كُشف عن أن الكبد والبصل هما الطعام الأكثر كرهًا بالنسبة لدوج.
في الموسم الثاني، الحلقة 24؛ "الروتين" من السماء السابعة، تقوم عائلة كامدن بزيارة مطعم جديد بواسطة قسيمة فقط لتكتشف أن القسائم مخصصة للكبد والبصل مما أثار اشمئزاز الأطفال.
في الجزء الخاص بـ فتيات القوة، زهرة مميزة جدًا، يدعي البروفيسور أن الطبق المفضل لديه هو الكبد والبصل. ولكن عندما تقدم له الشخصيات الرئيسية هدية في عيد الأب، فإنه يتردد بشكل لا يمكن تفسيره في تذوقها.  في مقطع لاحق بعنوان " الاستلقاء في جميع أنحاء المنزل"، تأتي فتيات القوة إلى طاولة الطعام لتناول الغداء، متوقعات أن يتم إعطاؤهن شيئًا يستمتعن به، ولكن بدلًا من ذلك يقدم لهن الأستاذ الكبد والبصل الذي لا يحببنه، وبالتالي يقدمن الطبق سراً للكلاب الخارجية. 